# Safe at Home
Safe at Home är det första och enda studioalbumet av The International Submarine Band, utgivet i mars 1968. Bandets frontfigur var den då 21-årige Gram Parsons.
Skivan, som innehåller fyra originalkompositioner av Parsons samt sex covers, utövade starkt inflytande på den under det sena 1960-talet framväxande countryrockkulturen.

## Låtlista
1. "Blue Eyes" (Gram Parsons) – 2:50
2. "I Must Be Somebody Else You've Known" (Merle Haggard) – 2:18
3. "A Satisfied Mind" (Joe Hayes, Jack Rhodes) – 2:31
4. "Medley: "Folsom Prison Blues"/"That's All Right, Mama" (Johnny Cash, Arthur Crudup) – 4:25
5. "Miller's Cave" (Jack Clement) – 2:49
6. "I Still Miss Someone" (Johnny Cash, Ray Cash Jr.) – 2:47
7. "Luxury Liner" (Gram Parsons) – 2:55
8. "Strong Boy" (Gram Parsons) – 2:04
9. "Do You Know How It Feels to Be Lonesome" (Gram Parsons, Barry Goldberg) – 3:36
10. "Knee Deep in the Blues" * (Melvin Endsley) – 1:55

* bonuslåt på 2004 års nyutgåva

## Personal
- Gram Parsons – gitarr, sång
- Bob Buchanan – kompgitarr, sång
- Jon Corneal – trummor, sång
- John Nuese – kompgitarr
- Chris Ethridge – basgitarr
- Jay Dee Maness – pedal steel
- Earl "Les" Ball – piano
- Joe Osborn – bas på "Blue Eyes" och "Luxury Liner"
- Suzi Jane Hokom – producent, sång
- Glen Campbell – gitarr, sång (rykte, osäker uppgift)
- Don Everly – sång (rykte, osäker uppgift)